# Ignition Entertainment
Ignition Entertainment, seit 2011 firmierend als UTV Ignition Games, ist ein Videospiel-Herausgeber, der im April 2002 gegründet wurde. Die Firma entstand aus mehreren kleineren Spieleverlagen, wie Awesome Studios unter Archer Maclean. Pool Paradise für Game Boy Advance, Zoo Keeper für Nintendo DS sowie Blade Dancer und PoPoLoCrois für PlayStation Portable sind Produkte der Firma.
Das Unternehmen unterstützte SNK Playmore bei Spielen der Metal-Slug-Reihe, Samurai-Shodown-Reihe sowie bei der King-of-Fighters-Reihe.
Im Jahr 2005 kamen Spiele wie Archer MacLean's Mercury, The King of Fighters Neowave und Pool Paradise International hinzu. Im Jahr 2010 erschien Deadly Premonition für Xbox 360 und exklusiv in Japan als Red Seeds Profile auch für PlayStation 3.